# Louis François Le Tellier, marquis de Barbezieux

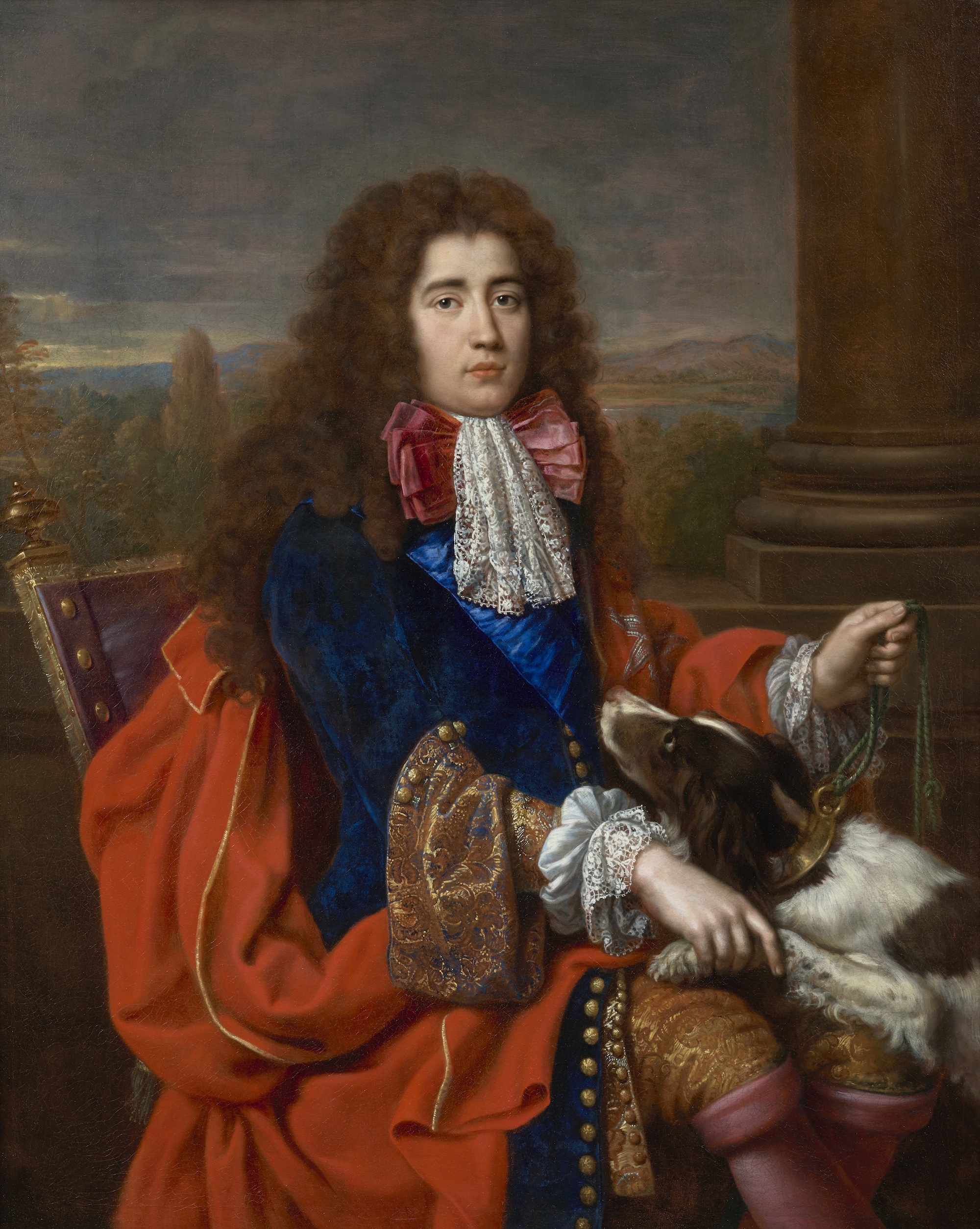
Louis François Marie Le Tellier, Marquis of Barbezieux

Louis François Marie Le Tellier, marquis de Barbezieux (* 23. Juni 1668; † 5. Januar 1701) war französischer Kriegsminister.

## Familie
Er war der dritte Sohn von François-Michel Le Tellier, marquis de Louvois. In Abgrenzung zu seinem Großvater Michel Le Tellier und seinem Vater wird er in der Literatur meist Barbezieux genannt.
Er selbst war zweimal verheiratet. In erster Ehe heiratete er Louise de Crussol, die 1694 starb. Mit dieser hatte er eine Tochter. Im Jahr 1696 heiratete er Marie-Thérèse d'Alègre, diese starb 1706. Mit dieser hatte er zwei Töchter.

## Leben
Wie sein Großvater hatte auch der Vater von Ludwig XIV. die Zusage erhalten, dass nach ihm sein ältester Sohn das Amt des Kriegsministers übernehmen würde. Als der älteste Sohn aus Gesundheitsgründen für die Position ausfiel, wurde Barbezieux seit 1685 auf die Nachfolge vorbereitet. Unmittelbar nach dem Tod des Vaters ernannte Ludwig XIV. ihn zu dessen Nachfolger als Kriegsminister. Wie schon sein Vater wurde er in strategischen und administrativen Fragen von Jules-Louis Bolé de Chamlay maßgeblich unterstützt.
Er war auch Kanzler und Siegelbewahrer des Orden vom heiligen Geist. Zu seinen Aufgaben als Minister gehörte auch die Verantwortung für verschiedene Provinzen. Diese waren meist an der Grenze Frankreichs gelegen. Eine Reihe anderer Positionen, die Louvois innegehabt hat, wurden an andere vergeben. Diese standen aber alle der Familie Le Tellier nahe. Möglicherweise beabsichtigte Ludwig XIV. diese Positionen nach einigen Jahren, in denen Barbezieux Erfahrung sammeln konnte, an diesen zu übertragen. Ludwig ernannte ihn wegen seiner Jugend und Unerfahrenheit nie zum Minister im Conseil d'En Haut.
Nach dem Tod von Louvois kümmerte Ludwig XIV. sich persönlich stärker um Militärfragen und arbeitete eng mit Barbezieux zusammen, damit dieser seine zuvor vom Vater erhaltenen Kenntnisse erweitern konnte. Diese Kooperation scheint sich auch später fortgesetzt zu haben.
Über die Qualität als Minister gibt es verschiedene Ansichten. Dabei spielt eine Rolle, dass seine Amtszeit in für Frankreich schwierige Zeiten fiel: Er übernahm das Amt mitten im Pfälzischen Erbfolgekrieg, war weniger innovativ als seine Vorgänger und die französische Armee verlor unter ihm an Effektivität.
Nach seinem Tod verkaufte die Familie das Amt für 300.000 livres an seinen Nachfolger.